# لاکونی
لاکونی (به ایتالیایی: Laconi) یک کومونه در ایتالیا است که در استان اریستانو واقع شده‌است.

## خصوصیات
لاکونی ۱۲۵٫۱ کیلومترمربع مساحت و ۲٬۰۴۴ نفر جمعیت دارد و ۵۵۵ متر بالاتر از سطح دریا واقع شده‌است.